# Thorakoplastik

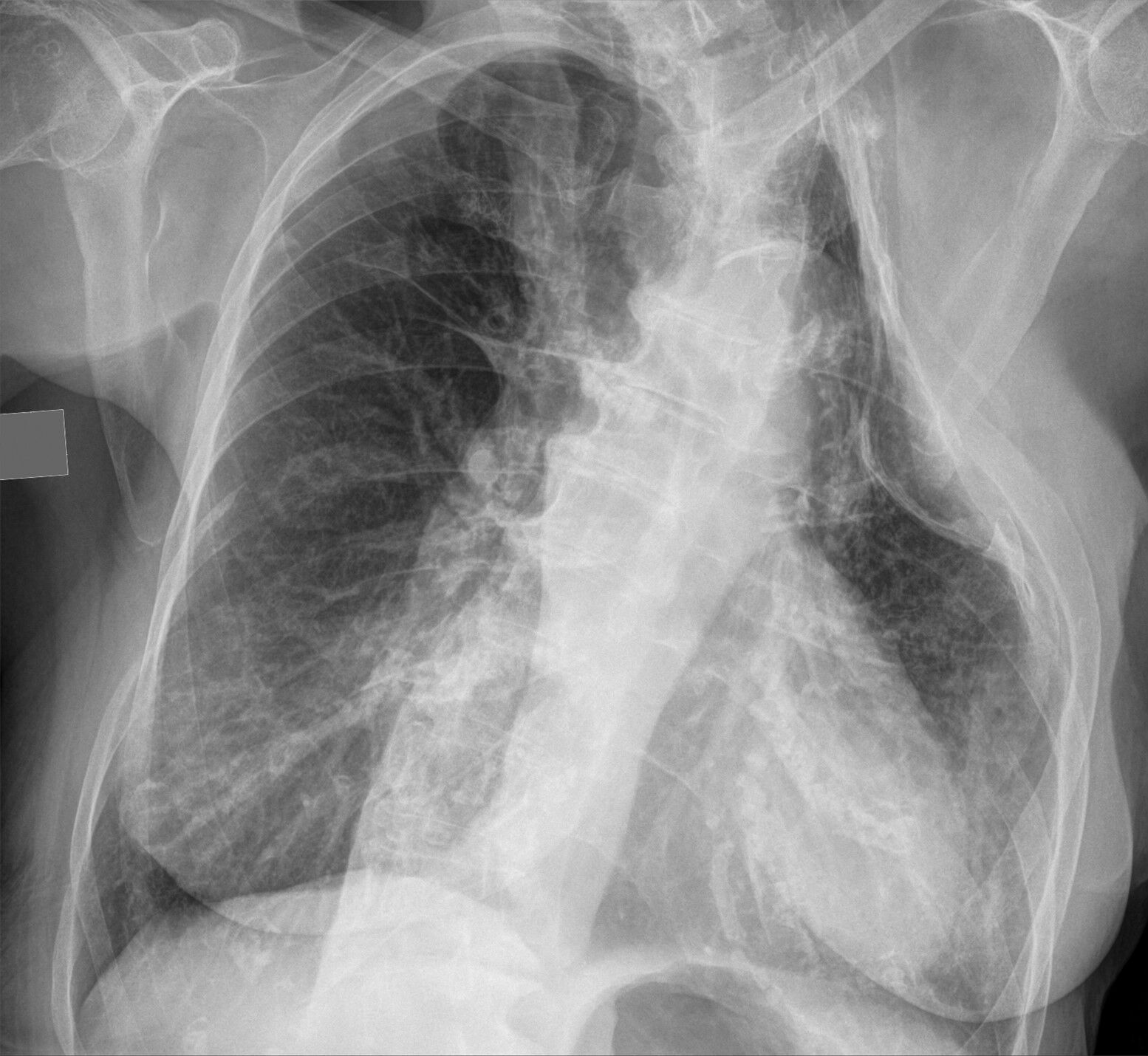
Röntgenbild des Brustkorbs mit Zustand nach einer Thorakoplastik links (rechts im Bild) bei Tuberkulose vor vielen Jahrzehnten.

Eine Thorakoplastik ist ein operativer Eingriff, bei welchem Rippen oder Rippenteile einer Seite des Brustkorbs operativ entfernt werden, um die Lunge oder Teile der Lunge zum Kollabieren zu bringen.
Dieses Verfahren geht auf E. de Cérenville (1886) zurück und wurde hauptsächlich zur Behandlung der Lungentuberkulose genutzt (und insbesondere von Ludolph Brauer, Paul Leopold Friedrich, Max Wilms und Ferdinand Sauerbruch weiterentwickelt), verlor dann aber ab den 1950ern mit der Einführung wirksamer Antibiotika zunehmend an Bedeutung.
Die operative Mortalität betrug in der Vergangenheit bis zu 10 %. Die Folgen des Eingriffes konnten von einer Skoliose über verminderte Beweglichkeit bis zu Atemstörungen reichen.
Die Thorakoplastik wird heute z. B. noch zur Behandlung von bronchopleuralen Fisteln oder bestimmten Fällen der Skoliose verwendet.